# Gobius cruentatus

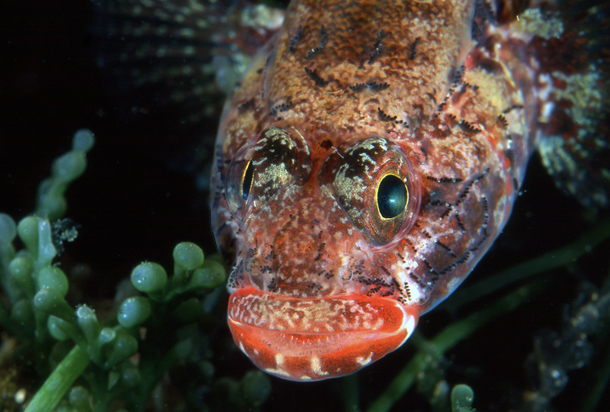
Particolare della testa e della bocca

Il ghiozzo boccarossa (Gobius cruentatus Gmelin, 1789) è un pesce di mare appartenente alla famiglia Gobiidae.

## Distribuzione e habitat
È diffuso nel mar Mediterraneo occidentale e nell'Oceano Atlantico orientale tra La Manica ed il Marocco. È comune nei mari italiani.
È meno costiero dei congeneri, vive infatti tra i 5 ed i 30 m in ambienti scogliosi con spiazzi di sabbia e nelle praterie di Posidonia oceanica. I giovani vivono più vicino a riva, soprattutto tra le posidonie. Non è eurialino come altri Gobius.

## Descrizione
È un Gobius molto tipico ma, a causa della colorazione può essere confuso dal profano con Thorogobius ephippiatus, infatti la sua testa è coperta di macchie rosso vivace, le labbra in particolare sono di un rosso molto acceso, e di ben visibili papille nere disposte a linee. In genere ci sono 3 o 4 macchie chiare sul dorso ed una fila di macchie scure sui fianchi, su sfondo marrone rossiccio. Ha una sagoma piuttosto massiccia anche se non quanto il ghiozzo testone. I raggi filamentosi nella parte alta della pinna pettorale tipici del ghiozzo paganello sono piccoli e poco vistosi.
Raggiunge i 15 cm di lunghezza.

## Biologia
Solitario, vive nei pressi di una tana in cui si rifugia al minimo disturbo.

### Alimentazione
Si ciba di vari invertebrati.

### Riproduzione
I giovani hanno una colorazione molto meno vivace rispetto agli adulti e si possono facilmente confondere con altri Gobius.

## Pesca
Si cattura con varie reti e con le lenze a fondo innescate con esche naturali.
Sebbene sia commestibile e adatto alle fritture non ha alcun valore sui mercati.